# The Charlatans (Britse band)
The Charlatans is een Britse band. Drie van hun albums hebben de nummer één bereikt in de Britse albumhitlijst. Hun bekendste nummers zijn The Only One I Know, Just When You're Thinkin 'Things Over, One to Another en North Country Boy.

## Bezetting
Huidige bezetting
- Martin Blunt (basgitaar)
- Tim Burgess (zang, vanaf 1989)
- Mark Collins (gitaar, vanaf 1991)
- Tony Rogers (keyboards, vanaf 1997)

Voormalige leden
- Jon Brookes (drums, tot 2013, †)
- Baz Ketley (zang, gitaar, tot 1989)
- Rob Collins (keyboards, tot 1996, †)
- Jon Baker (gitaar, 1989–1991)

## Geschiedenis
The Charlatans werden in 1988 geformeerd door Martin Blunt, een voormalig lid van de modband Makin' Time, samen met Baz Ketley en Jon Brookes in de regio Birmingham. Blunt suggereerde de naam Law Lords, Ketley gaf de voorkeur aan de naam The Charlatans. De beslissing werd genomen door een munt te gooien. Kort daarna voegde toetsenist Rob Collins zich bij de band, een element dat een grote impact had op het geluid van The Charlatans. Met deze formatie zijn twee demo's uitgebracht. Ketley verliet de band in 1989, de Mancunian Tim Burgess werd de nieuwe zanger, de gitaar werd overgenomen door Jon Baker. De eerste single Indian Rope werd uitgebracht in januari 1990. Daarna profiteerde de band van de Madchester-boom: de tweede single The Only One I Know bereikte de top tien, het debuutalbum Some Friendly, dat in hetzelfde jaar werd uitgebracht, bereikte zelfs de top van de albumhitlijst.
In 1991 gaven The Charlatans voor het eerst concerten in de Verenigde Staten en Japan. In hetzelfde jaar verliet Baker de band en werd vervangen door Mark Collins, het debuut van de nieuwe gitarist op de single Me in Time. Met het afvlakken van de hausse in Madchester nam ook het succes van The Charlatans af. Floods tweede album Between 10th and 11th (1992) was aanzienlijk minder succesvol dan het debuutalbum.
Rob Collins zat een gevangenisstraf van vier maanden uit wegens het besturen van een ontsnappingsauto in 1993/1994, de single Can't Get Out of Bed werd kort na zijn vrijlating uitgebracht en het bijbehorende album Up to Our Hips was opnieuw iets succesvoller dan zijn voorganger. The Charlatans maakten een soort comeback met de hit Just When You're Thinkin' Things Over en het bijbehorende album The Charlatans 1995, hun tweede nummer één album. Ze profiteerden van de aantrekkingskracht van de britpop-beweging halverwege de jaren 1990, geleid door Oasis en Blur. In juni speelden The Charlatans op het Glastonbury Festival. In 1995 zingt Tim Burgess het nummer Life Is Sweet voor The Chemical Brothers.
Keyboarder Rob Collins overleed op 22 juli 1996 bij een auto-ongeluk in Wales. Een onderzoek kwam tot de conclusie dat hij dronken was en geen veiligheidsgordel droeg. Collins liet een vrouw en een jonge dochter achter. Ondanks de schok besloot de band door te gaan. Op 11 augustus traden ze op als support van Oasis in Knebworth en Martin Duffy van Primal Scream hielp mee op het keyboard. De kort daarna uitgebrachte single One to Another bereikte nummer drie van de Britse hitlijsten, de hoogste ranking tot nu toe voor The Charlatans. Dit werd in 1997 gevolgd door de twee top tien-singles North Country Boy en How High en het nummer één album Tellin's Stories.
De platenmaatschappij veranderde toen van Beggars Banquet Records in Universal Records. Toetsenist Tony Rogers, die The Charlatans had vergezeld tijdens de tournee van 1997, was een officieel lid van de band op het volgende album Us and Us Only (1999). Vervolgens kwamen de albums Wonderland (2001) en Up at the Lake uit (2004), waarna het contract met Universal afliep. Tim Burgess werkt ook samen met Justin Robertson en Rob Playford op de triphop/rock-crossover Yes It Is (2006).
In 2006 keerden The Charlatans terug naar een indie-label met het album Simpatico, dit keer naar Sanctuary Records. Ze waren niet zo succesvol met hun platenverkoop als in de jaren 1990, maar stonden nog steeds in de schijnwerpers als voorprogramma van bekende bands als The Rolling Stones, The Police, Oasis en The Who. De single You Cross My Path (2007) werd alleen uitgebracht als download, het gelijknamige album was aanvankelijk ook alleen beschikbaar als gratis download, in mei 2008 werd het ook uitgebracht op cd en lp.
Ter gelegenheid van de 20e verjaardag van Some Friendly in 2010 werd dit album opnieuw uitgebracht als een 2cd Expanded Edition. Het jubileum werd begeleid door een kleine concertreeks, waarin The Charlatans alle songs op het album speelden en een paar andere uit die periode. Een nieuw studioalbum Who We Touch werd uitgebracht in september 2010.
Oprichtend lid en drummer Jon Brookes (geboren 21 september 1968) overleed op 13 augustus 2013 aan complicaties door een hersentumor.

## Discografie

### Singles
- 1990:	The Only One I Know
- 1990: Then
- 1991:	Over Rising
- 1991: Indian Rope
- 1991: Me. In Time
- 1992:	Weirdo
- 1992: Tremelo Song
- 1994:	Can't Get out of Bed
- 1994: I Never Want an Easy Life If Me and He Were Ever to Get There
- 1994: Jesus Hairdo
- 1995:	Crashin' In
- 1995: Just Lookin' / Bullet Comes
- 1995: Just When You're Thinking Things Over
- 1996:	One to Another
- 1997:	North Country Boy
- 1997: How High
- 1997: Tellin' Stories
- 1999:	Forever
- 1999: My Beautiful Friend
- 2000:	Impossible
- 2001: Love Is the Key
- 2001: A Man Needs to Be Told
- 2004:	Up at the Lake
- 2004: Try Again Today
- 2004: Loving You Is Easy (alleen als radiosingle)
- 2006: Blackened Blue Eyes
- 2006: NYC (There's No Need to Stop)
- 2006: You're so Pretty, We're so Pretty
- 2007: You Cross My Path (gratis download)
- 2008: Oh Vanity (opnieuw uitgebracht 3 november 2008)
- 2008: The Misbegotten
- 2008: Mis-Takes
- 2010: Love Is Ending
- 2010: My Foolish Pride

### Albums
- 1990:	Some Friendly
- 1992:	Between 10th and 11th
- 1994:	Up to Our Hips
- 1995:	The Charlatans
- 1997:	Tellin' Stories
- 1998:	Melting Pot (Best-of-album)
- 1999:	Us and Us Only
- 2001:	Wonderland
- 2002:	Songs from the Other Side
- 2002: Live It Like You Love It (livealbum)
- 2004:	Up at the Lake
- 2006: Simpatico
- 2006: Forever – The Singles (compilatie)
- 2008:	You Cross My Path
- 2008: The Best of the BBC Sessions
- 2010: Some Friendly Expanded Edition
- 2010: Some Friendly – 20th Anniversary Concerts (livealbum)
- 2010:	Who We Touch
- 2015:	Modern Nature
- 2017:	Different Days
- 2021: A Head Full Of Ideas & Trust Is For Believers  (compilatiealbum & livealbum)

### Videoalbums
- 1991: Some Friendly
- 2002: Just Lookin' 1990-1997
- 2005: Live at Last
- 2006: Forever. The Singles
- 2013: Mountain Picnic Blues (The Making Of Tellin' Stories)